# American Zoetrope

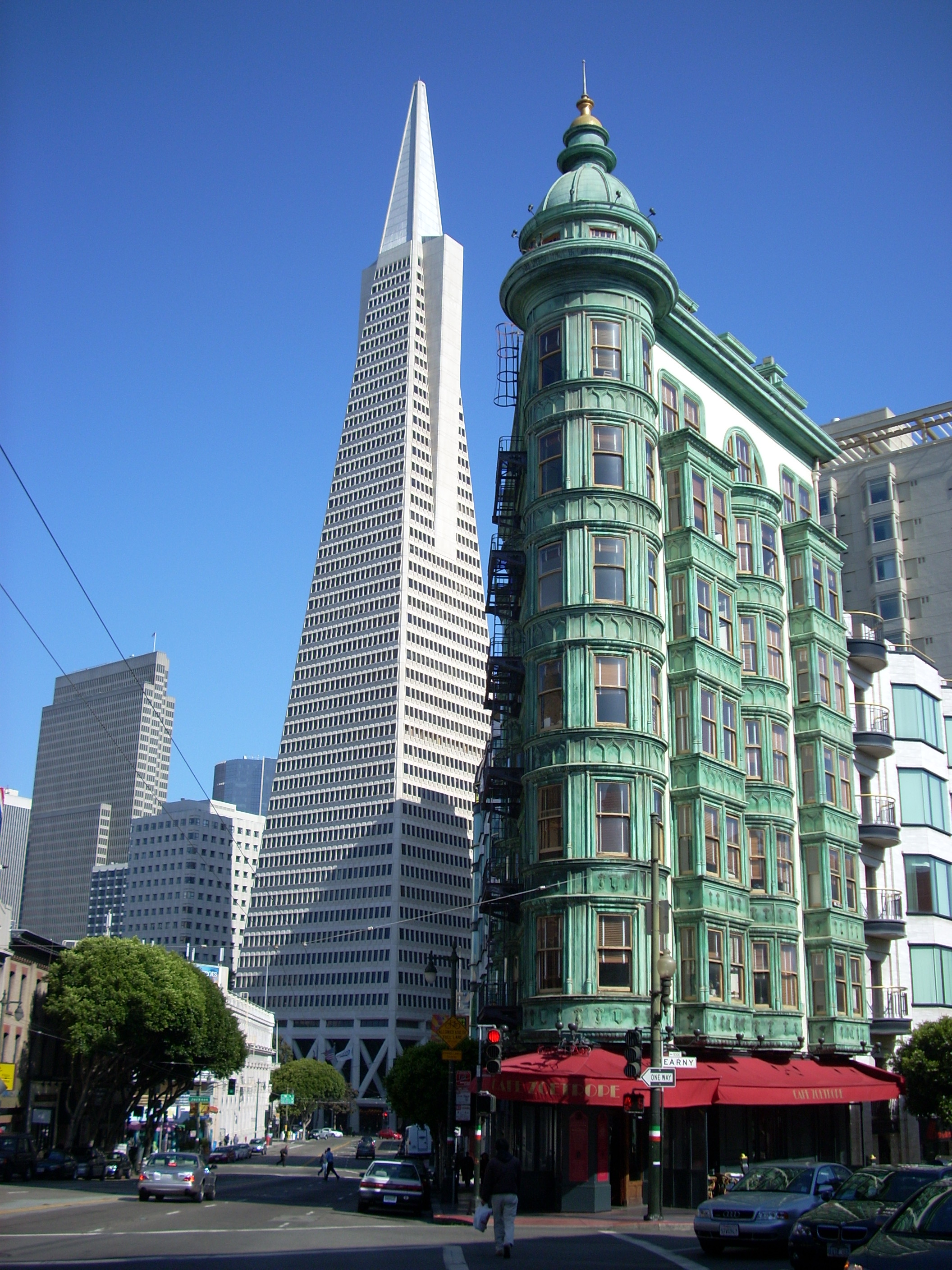
American Zoetrope est située au Sentinel Building à San Francisco. Le Transamerica Pyramid est à l'arrière-plan.

American Zoetrope, parfois appelé Zoetrope Studios, est une société de production américaine créée en 1969 par Francis Ford Coppola et George Lucas. La société a actuellement son siège dans le quartier de North Beach à San Francisco, en Californie.
American Zoetrope produit ou coproduit dans l'ensemble des films de la famille Coppola (Francis et ses enfants Roman et Sofia) mais aussi les premiers films de George Lucas, Mishima de Paul Schrader, Barfly de Barbet Schroeder, Sleepy Hollow de Tim Burton ou encore la série télévisée Les 4400.
George Lucas n'est désormais plus dans la société. Francis Ford Coppola a ensuite laissé la gestion à ses enfants Roman et Sofia Coppola.
Le nom de la société fait référence à un cadeau qu'a reçu Francis dans les années 1960 : un zootrope (« zoetrope » en anglais).

## Filmographie
- 1968 : Filmmaker de George Lucas (documentaire)
- 1969 : Les Gens de la pluie (The Rain People) de Francis Ford Coppola
- 1971 : THX 1138 de George Lucas
- 1972 : The People de John Korty (téléfilm)
- 1974 : Conversation secrète (The Conversation) de Francis Ford Coppola
- 1979 : Apocalypse Now de Francis Ford Coppola
- 1982 : Coup de cœur (One from the Heart) de Francis Ford Coppola
- 1982 : The Escape Artist de Caleb Deschanel
- 1982 : Hammett de Wim Wenders
- 1982 : The Grey Fox de Phillip Borsos
- 1983 : Rusty James (Rumble Fish) de Francis Ford Coppola
- 1983 : Outsiders (The Outsiders) de Francis Ford Coppola
- 1983 : Le Retour de l'étalon noir (The Black Stallion Returns) de Robert Dalva
- 1984 : Cotton Club (The Cotton Club) de Francis Ford Coppola
- 1985 : Mishima (Mishima: A Life in Four Chapters) de Paul Schrader
- 1985 : Seven Minutes in Heaven de Linda Feferman
- 1986 : Peggy Sue s'est mariée (Peggy Sue Got Married) de Francis Ford Coppola
- 1987 : Jardins de pierre (Gardens of Stone) de Francis Ford Coppola
- 1987 : Barfly de Barbet Schroeder
- 1987 : Les vrais durs ne dansent pas (Tough Guys Don't Dance) de Norman Mailer
- 1989 : Bandini (Wait Until Spring, Bandini) de Dominique Deruddere
- 1990 : Le Parrain, 3e partie (Mario Puzo's The Godfather: Part III) de Francis Ford Coppola
- 1990 : Montana de William A. Graham (téléfilm)
- 1990 : The Outsiders (série télévisée)
- 1992 : Dracula (Bram Stoker's Dracula) de Francis Ford Coppola
- 1992 : Wind de Carroll Ballard
- 1993 : Le Jardin secret (The Secret Garden) d'Agnieszka Holland
- 1994 : Frankenstein de Kenneth Branagh
- 1994 : Don Juan DeMarco de Jeremy Leven
- 1995 : Rêves de famille (My Family) de Gregory Nava
- 1995 : White Dwarf de Peter Markle (téléfilm)
- 1995 : Kidnapped de Ivan Passer (téléfilm)
- 1995 : Haunted de Lewis Gilbert
- 1996 : Jack de Francis Ford Coppola
- 1996 : Le Titanic (Titanic) de Robert Lieberman (mini-série)
- 1996 : Dark Angel de Robert Iscove (téléfilm)
- 1997 : L'Idéaliste (The Rainmaker) de Francis Ford Coppola
- 1997 : Mon copain Buddy (Buddy) de Caroline Thompson
- 1997 : L'Odyssée (The Odyssey) d'Andreï Kontchalovski (mini-série)
- 1997 : Dans l'enfer du froid (Survival on the Mountain) de John Tiffin Patterson (téléfilm)
- 1998 : Moby Dick de Franc Roddam (mini-série)
- 1998 : Outrage de Robert Allan Ackerman (téléfilm)
- 1998–2001 : First Wave (série télévisée)
- 1999 : Sleepy Hollow de Tim Burton
- 1999 : Virgin Suicides (The Virgin Suicides) de Sofia Coppola
- 1999 : The Third Miracle d'Agnieszka Holland
- 1999 : The Florentine de Nick Stagliano
- 2001 : Jeepers Creepers : Le Chant du diable de Victor Salva
- 2001 : CQ de Roman Coppola
- 2001 : Passion impossible (Another Day) de Jeffrey Reiner
- 2001 : Suriyothai de Chatrichalerm Yukol
- 2001 : No Such Thing de Hal Hartley
- 2002 : Assassination Tango de Robert Duvall
- 2002 : Pumpkin d'Anthony abrams et Adam Larson Border
- 2002 : In My Life de Lesli Linka Glatter (téléfilm)
- 2003 : Lost in Translation de Sofia Coppola
- 2003 : Platinum (en) (série télévisée)
- 2003 : Jeepers Creepers 2 de Victor Salva
- 2004 : Dr Kinsey (Kinsey) de Bill Condon
- 2004-2007 : Les 4400 (The 4400) (série télévisée)
- 2006 : Raisons d'État (The Good Shepherd) de Robert De Niro
- 2006 : Marie-Antoinette de Sofia Coppola
- 2007 : L'Homme sans âge (Youth Without Youth) de Francis Ford Coppola
- 2007 : Coda: Thirty Years Later d'Eleanor Coppola (documentaire)
- 2009 : Tetro de Francis Ford Coppola
- 2010 : Somewhere de Sofia Coppola
- 2011 : Sur la route (On the Road) de Walter Salles
- 2012 : Twixt de Francis Ford Coppola
- 2012 : Dans la tête de Charles Swan III (A Glimpse Inside the Mind of Charles Swan III) de Roman Coppola
- 2013 : The Bling Ring de Sofia Coppola
- 2014 : Life After Beth de Jeff Baena
- 2014-2018 : Mozart in the Jungle (série télévisée)
- 2015 : A Very Murray Christmas de Sofia Coppola
- 2016 : Joshy (en) de Jeff Baena
- 2016 : Bonjour Anne (Paris Can Wait) d'Eleanor Coppola
- 2017 : Les Proies de Sofia Coppola
- 2020 : Histoires d'amour (Love is Love is Love) d'Eleanor Coppola
- 2020 : On the Rocks de Sofia Coppola
- 2020 : Mainstream de Gia Coppola
- 2023 : Priscilla de Sofia Coppola
- 2024 : Megalopolis de Francis Ford Coppola